# Fouad El Taher
Fouad El Taher (ur. 17 kwietnia 1965) – egipski szachista i sędzia szachowy (FIDE Arbiter od 2008), mistrz międzynarodowy od 1990 roku.

## Kariera szachowa
Od połowy lat 80. XX wieku należy do ścisłej czołówki egipskich szachistów. Między 1986 a 2006 rokiem ośmiokrotnie (w tym 3 razy na I szachownicy) uczestniczył w olimpiadach szachowych, natomiast w 2003 i 2007 w drużynowych mistrzostwach Afryki, dwukrotnie zdobywając wraz z drużyną złote medale, a dodatkowo za pierwszym razem złoty medal za indywidualny wynik na I szachownicy. Dwukrotnie startował w pucharowych turniejach o mistrzostwo świata, za każdym razem przegrywając swoje pojedynki w I rundach (w roku 2000 z Aleksiejem Aleksandrowem, a w 2001 z Kiriłem Georgiewem; oba w dogrywkach).
Do innych indywidualnych sukcesów Fouada El Tahera należą m.in.:
- I m. w Dosze (1993, mistrzostwa państw arabskich)
- dz. I m. w Kairze (1996, wspólnie z Essamem El Gindy)
- III m. w Tancie (1997, za Michaiłem Gurewiczem i Stuartem Conquestem)
- dz. I m. w Kairze (2000, turniej strefowy, wspólnie z Ibrahimem Hasanem Labibem)
- III m. w Kairze (2001, mistrzostwa Afryki w szachach, za Hichamem Hamdouchim i Watu Kobese)
- dz. III m. w Ołomuńcu (2005, za Aleksandrem Potapowem i Konstantine Szanawą, wspólnie z Viktorem Lázničką)
- dz. I m. w Dubaju (2007, wspólnie z Elmarem Məhərrəmovem).

Najwyższy ranking w dotychczasowej karierze osiągnął 1 lipca 2003 r., z wynikiem 2505 punktów zajmował wówczas 1. miejsce wśród egipskich szachistów.